# 20’er i byen
20’er i byen er den anden EP af den danske rapper TopGunn under det daværende kunstnernavn Shaq Boosie, der udkom den 28. november 2011 via CHEFF Records og ArtPeople. 

## Modtagelse

### Anmeldelser
Andreas Fehmerling Misser, der er anmelder for Soundvenue, tildelte albummet fire ud af seks stjerner. Han mente, at udgivelsen var "et lovende udspil fra det nyeste skud på den københavnske musikklan, der mest af alt emmer af uspoleret og antidogmatisk ungdom". Danni Toma, der er feature på ‘Hamrende skæv’, sørger ifølge Misser "for yderligere frisk blod og en overordentlig stor forkærlighed for røg. Han mente videre, at udgivelsen befinder sig "i grænselandet mellem klassisk laidback vestkyst og mere bastant, britisk grime-lyd, hvor Shaq dog ofte har så travlt, at flere skæringer ender som kortere fragtmenter snarere end reelle sange".

## Spor
| 1.    | "Maffi"                                | 0:47 |
| 2.    | "20'er I Byen"                         | 2:03 |
| 3.    | "Partydon"                             | 2:30 |
| 4.    | "Sug Mig" (featuring Unknown)          | 2:43 |
| 5.    | "Kun Os 2"                             | 3:24 |
| 6.    | "Stop Med At Ryge"                     | 0:58 |
| 7.    | "Hamrende Skæv" (featuring Danni Toma) | 1:14 |
| 8.    | "Hvor Sku Hun Være" (featuring Pato)   | 3:18 |
| 9.    | "Finde Dig"                            | 3:27 |
| 20:26 |                                        |      |